# Ctenophora festiva

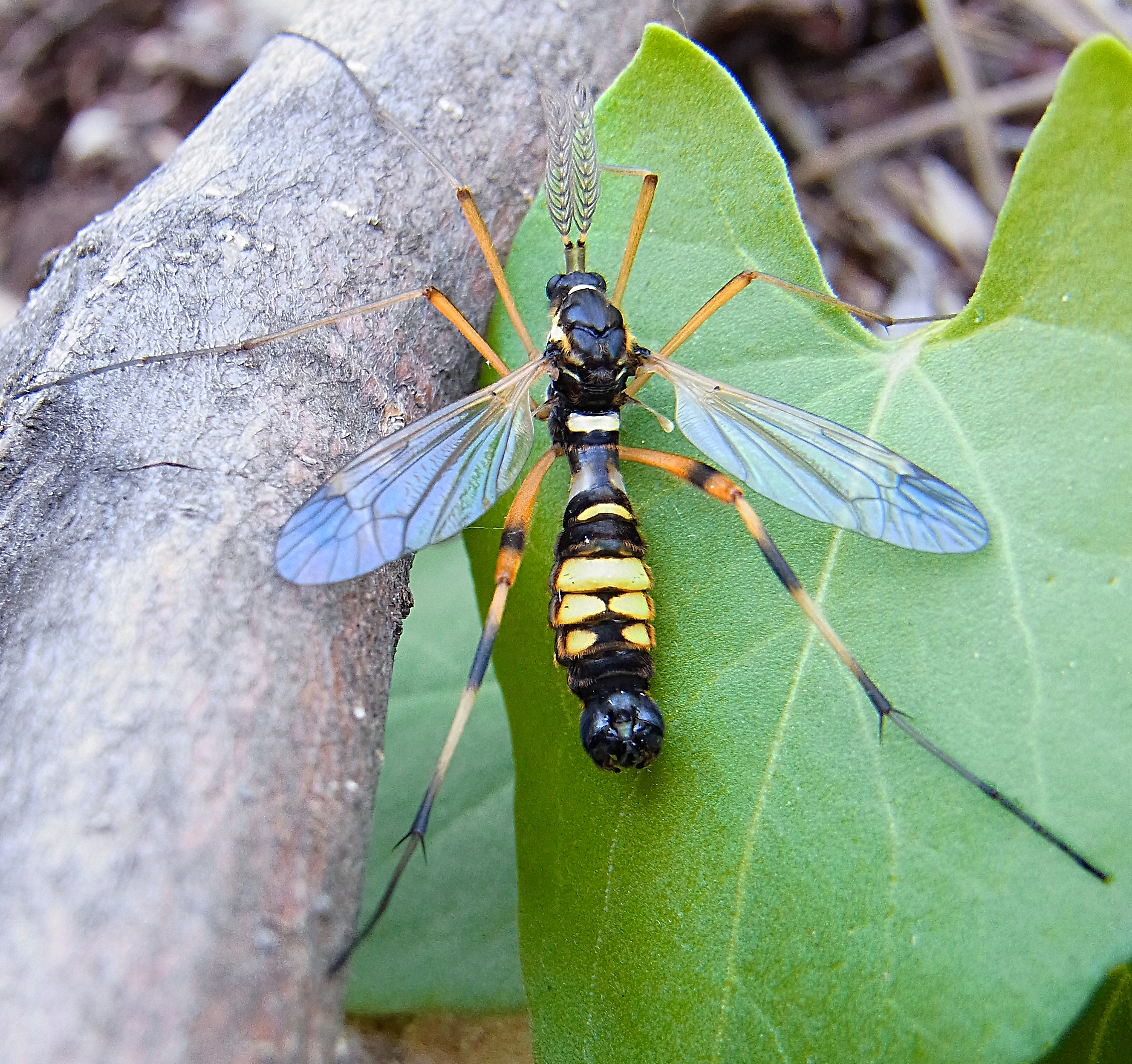
Abb. 2: Männchen, Aufsicht

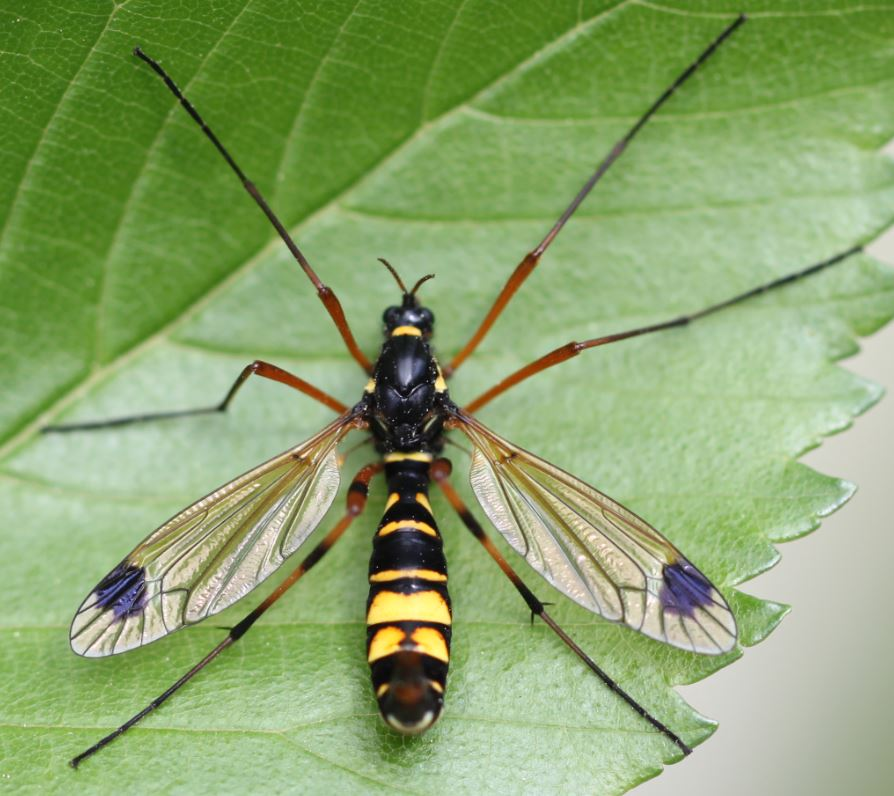
Weibchen

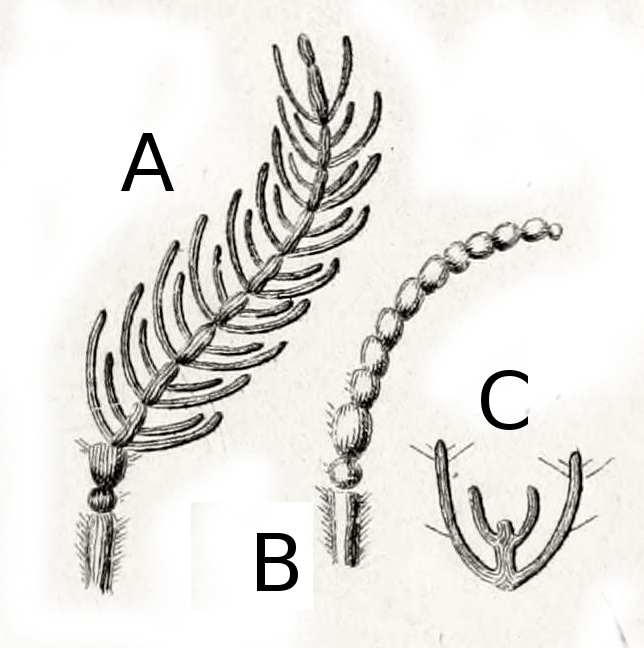
Abb. 3: Fühler: A: Männchen B:Weibchen C:einzelnes Fühlerglied des gekämmten Teils des Fühlers beim Männchen mit vier Anhängen (Strahlen)

Ctenophora festiva ist ein Zweiflügler aus der Familie der Schnaken und der Gattung der Kammschnaken (Ctenophora). Die Gattung ist in Europa mit drei Untergattungen vertreten, Ctenophora festiva gehört zur Untergattung Cnemoncosis, die in Europa mit drei Arten vertreten ist.
Der Gattungsname Ctenophora (von altgr. κτείς, κτενός „ktēīs, ktenós“ für „Kamm“ und φωρῶς „phorós“ für „tragend“) spielt auf gekämmten Fühler des Männchens an, was sich auch im deutschen Gattungsnamen „Kammschnake“ spiegelt. Der Artname festiva (lat.) bedeutet „niedlich“.

## Merkmale der Schnake
Die robuste Schnake ist überwiegend schwarz mit gelben Flecken. Die Männchen werden etwa zwanzig Millimeter lang, die Weibchen 23 bis 25.
Die auffallenden vorgestreckten Fühler sind schwarzbraun. Sie bestehen aus dreizehn Gliedern und sind bei Männchen und Weibchen verschieden gebaut. Die ersten drei Glieder sind in beiden Geschlechtern gleich, das erste walzenförmig, das zweite kugelig und das dritte länglich. Ab dem vierten sind die Glieder beim Weibchen eiförmig bis kugelig (Abb. 3B). Beim Männchen (Abb. 3A) trägt jedes folgende Glied vier Anhänge, die länger sind als die Antennenglieder selbst. Zwei längere sitzen basal symmetrisch seitlich nach vorn abgespreizt, zwei kürzere liegen davor und etwas tiefer (Gattungsmerkmal, Abb. 3C).
Die vorgestreckten und etwas nach innen gekrümmten Taster sind viergliedrig, die ersten drei Glieder gestreckt und borstig behaart, das letzte Glied viel länger und feiner behaart.
Der kurze Rüssel zeigt nach vorn, die Lippe ist fleischig und vorn erweitert und geteilt und an der Spitze behaart.
Die runden Facettenaugen sind weit voneinander entfernt, Punktaugen fehlen.
Der glänzende eirunde Brustabschnitt ist vorn seitlich wulstig aufgeworfen. Über den schwarzen Rücken verläuft eine nach vorn geöffnete V-förmige deutliche Quernaht, von der eine Längsnaht zum Schildchen abzweigt (Abb. 2). Seitlich liegt vor und hinter der Einlenkung der Flügel je ein gelber Fleck. Die Seiten des Brustabschnittes sind lang behaart.
Die glänzenden Flügel sind lanzettförmig. Sie sind durchsichtig, etwas braun getrübt, nur vor der Spitze tragen sie vorn eine dunkle Halbbinde. Sie ist abgerundet, am Flügelvorderrand breiter, aber sie erreicht die Flügelspitze nicht. In Ruhe werden die Flügel aufgesperrt getragen und lassen die großen gelblichbraunen Schwingkölbchen (Halteren) unbedeckt. Hinter den Halteren befindet sich eine schmale gelbe Querbinde.
Die Beine sind rostgelb. Die Schiene des Hinterbeins trägt im basalen Bereich einen schwärzlichen breiten Ring, die Basis ist aber nicht völlig geschwärzt. Auch der Schenkel der Hinterbeine trägt einen schwarzen Ring. Die Schienen sind mit Endstacheln versehen.
Der Hinterleib besteht aus acht sichtbaren Ringen. Beim Männchen ist er walzenförmig und endet in einem kolbigen After, beim Weibchen ist er spindelförmig und endet in zwei Afterspitzen. Die gelbe Zeichnung auf dem schwarzen Hinterleib ist bei Weibchen und Männchen etwas unterschiedlich, beide tragen jedoch eine auffallende, breite durchgehende Querbinde auf dem dritten und eine in der Mitte geteilte Querbinde auf dem vierten Hinterleibssegment, alle anderen gelben Flecken sind deutlich kleiner.

## Merkmale der Larve
Die Larven sind schmutzig weiß, walzenförmig und fußlos. Sie leben in vermodernden Baumstämmen.

## Biologie
Innerhalb Ungarns wurde bei Einteilung in vier Habitatstypen Ctenophora festiva dem Habitat „im Gebüsch entlang Gewässern“ zugeordnet.

## Verbreitung
Das Vorkommen der Art ist auf die Balkanhalbinsel, Mittel- und Westeuropa beschränkt. Innerhalb des Verbreitungstypes Europäische Tiefebenen und Balkanhalbinsel gehören sie zu der Gruppe, die mehr westlich verteilt ist. Insgesamt liegen Fundmeldungen aus im Westen zwischen Niederlande und Nordspanien bis im Osten zwischen Litauen und Griechenland vor. Aus Portugal liegt ein Neufund vor. Nach einer Quelle ist die Art auch im Nahen Osten verbreitet.